# José Gregorio Mijares
José Gregorio Mijares (Niño bonito) fue un pintor y escultor de la ciudad de Puerto Cabello (Venezuela), nacido en la misma ciudad el 28 de noviembre de 1948 y fallecido el 11 de agosto de 2012.
Su obra se caracteriza por su estilo naif. Obtuvo varios galardones: 
- Inventario de Patrimonio Vivo del Instituto de Patrimonio Cultural (IPC) 2006.
- Mención Honorífica Salón Fundarte, Caracas.
- Premio Salsomaggiore Turne, Italia 1996.
- Medalla en grado Caballero por la Gobernación del estado Carabobo en 2004.
- Orden Botón de la Ciudad en su única clase Toma de Puerto Cabello, por la alcaldía de la misma ciudad en 2006.